# Barbara Lang (actriz de Broadway)
Barbara Lang (8 de abril de 1937) es una actriz estadounidense que trabajó en producciones en Broadway durante la década de 1960 y 1970.

## Discografía
Lang apareció en una adaptación del musical Anything Goes en Broadway Revival Cast en 1962. también apareció en una adaptación de A Little Night Music- Original Broadway Cast Recording 1973.